# Le Songe d'une nuit d'été (Mendelssohn)
Pour les articles homonymes, voir Le Songe d'une nuit d'été (homonymie).
Ein Sommernachtstraum (Le Songe d’une nuit d’été en français) est une ouverture (op. 21, MWV P 3) et une musique de scène (op. 61, MWV M 13) de Felix Mendelssohn. Figurant parmi ses œuvres les plus célèbres, elles sont composées pour la comédie de William Shakespeare, A Midsummer Night’s Dream.

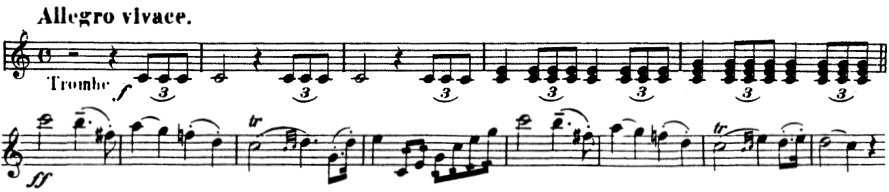
Thème de la marche nuptiale, extrait de la musique de scène de Mendelssohn, A Midsummer Night's Dream, op. 61

L’ouverture, composée durant l’été 1826, alors que le compositeur n’a que dix-sept ans, sera complétée en 1842 de la musique de scène à la demande du roi de Prusse Frédéric-Guillaume IV.

## Histoire
D'après les indications portées sur la partition originale, l'ouverture est commencée le 7 juillet 1826 et achevée le 6 août de la même année. Sa première exécution en public a lieu le 20 février 1827, à Stettin, sous la direction de Carl Loewe. À cette époque, Mendelssohn n'envisage pas de composer une suite à cette ouverture. Cette question ne devient actuelle que lorsque Frédéric-Guillaume IV de Prusse songe à faire représenter l'œuvre au nouveau palais de Potsdam. Malgré ses lourdes charges en tant que chef de l'Orchestre du Gewandhaus de Leipzig, directeur du Conservatoire de la même ville et directeur général de la musique de Prusse, Mendelssohn accepte la commande et compose l'œuvre en 1842. Sa première exécution est donnée le 14 octobre 1843. En 1858 le compositeur Camille Saint-Saëns transcrit l’œuvre pour piano.

## Analyse
Le Songe d'une nuit d'été dure environ quarante minutes et est composé de onze pièces :
1. Ouverture - Allegro di molto (environ 12 minutes)
2. Scherzo - Allegro vivace (environ 5 minutes)
3. Marche des Elfes - Allegro vivace (environ 1,5 minute)
4. Chœur des Elfes (Duo avec chœur) : « Bunte Schlangen, zweigezüngt (Serpents multicolores, à la langue fourchue - littéralement : à la langue double) » - Allegro ma non troppo (environ 4 minutes)
5. Intermezzo - Allegro appassionato (environ 2 minutes)
6. Nocturne - Con moto tranquillo (environ 6 minutes)
7. Marche nuptiale - Allegro vivace (environ 4 minutes)
8. Prologue (environ 20 secondes)
9. Marche funèbre - Andante commodo (environ 1 minute)
10. Danse bergamasque (Rüpeltanz : Danse des grotesques) - Allegro di molto (environ 1,5 minute)
11. Finale : « Bei des Feuers mattem Flimmern (Au scintillement mat du feu) » - Allegro di molto (environ 5 minutes)

L’Ouverture « donne une description musicale géniale de la féerie dramatique de Shakespeare. Des harmonies d'instruments à vent pianissimo introduisent l'œuvre, mais après cinq mesures, déjà, cette atmosphère recueillie est interrompue par les tourbillons staccato des cordes aiguës. Des accords diminués des vents sont intercalés afin de rendre présente un peu de l'obscurité menaçante qui se dégage du cœur de la forêt enchantée pendant cette nuit d'été. Mais voilà que le soleil intervient dans un mi majeur rayonnant », pour n'être interrompu que par « la danse pesante des artisans [les clowns] (Danse bergamasque) ». « Après que le « hi-han » de l'âne s'est fait entendre sans ambiguïté et que des fanfares de chasse ont résonné, l'enchantement reprend encore une fois à partir du début. ».

## Utilisation dans d'autres œuvres
Elle est utilisée dans les films :
- Des arbres et des fleurs de Burton Gillett (1932), premier de la série Silly Symphonies produite par Walt Disney.
- Comédie érotique d'une nuit d'été de Woody Allen (1982), qui s'inspire de la pièce.
- Dragon rouge de Brett Ratner (2002), le scherzo au début du film.

## Arrangement
Le Rêve est un ballet en un acte adapté du Songe d'une nuit d'été de Shakespeare, avec une chorégraphie de Frederick Ashton sur la musique de Mendelssohn arrangée par John Lanchbery.

## Discographie sélective
- Le Songe d'une nuit d'été, musique de scène op. 61. Heather Harper (soprano), Janet Baker (mezzo-soprano), Chœur et Orchestre Philharmonia, Otto Klemperer. 1960.Les indispensables de Diapason
- Mendelssohn. A Midsummer Night's Dream/ Ein Sommernachtstraum (version complète). Dir. Neville Marriner, 1983. Arleen Auger, soprano, Ann Murray, mezzo-soprano, Ambrosian Opera Chorus, Philharmonia Orchestra, Philips Classics, 411 106-2
- Mendelssohn : Concerto no 2 pour violon et orchestre en mi mineur, op. 64 ; Le Songe d'une nuit d'été, Ouverture, Op. 21 ; Les Hébrides (la grotte de Fingal), Ouverture, Op. 26 ; Mer calme et Heureux voyage, Ouverture, Op. 27 - Orchestre Philharmonique Tchèque, dir. Karel Ancerl, violon Josef Suk ; Orchestre Symphonique de Prague, dir. Vaclav Smetacek (CLA-CD 117, Les Génies du Classique)